# Emiliana Cantone
Emiliana Cantone (Napoli, 16 giugno 1988) è una cantante italiana.

## Biografia
Dopo alcuni anni di canto, incide il suo primo lavoro discografico, intitolato Amori particolari, distribuito dalla OP Music.
Nel 2015 incide una cover di Ragione e sentimento di Maria Nazionale, duettando con La Pina. Nel 2016 viene pubblicato il suo nono album in studio, dal titolo Mille lune. Nel 2016 incide uno dei singoli più rilevanti della sua carriera, intitolato È una maledizione; e duetta più tardi anche nel brano Luntano se more con Gianluca Capozzi.
Nel 2017 incide un brano con Tony Colombo e Alessio, Acaricia mi cuerpo. Nel 2018 pubblica il suo decimo album Non è sempre colpa delle donne.
Nel 2020 è presente nel quinto lavoro discografico (Nevada) del rapper napoletano Ntò nella canzone Petrolio dove per la prima volta l'artista napoletana si cimenta in un brano urban.

### Album
- 2003 - Amori particolari (OP Music)
- 2004 - Basta... un attimo - (OP Music)
- 2005 - Grande - (OP Music)
- 2006 - Alla conquista del mondo - (OP Music)
- 2008 - Sinonimi e contrari - (OP Music)
- 2010 - Partenopea - (Zeus Record)
- 2010 - E così sia - (Zeus Record)
- 2012 - Sono mia - (Zeus Record)
- 2014 - L'unica differenza (Zeus Record)
- 2016 - Mille Lune (Zeus Record)
- 2018 - Non è sempre colpa delle donne (Zeus Record)
- 2025 - Manuale d'amore (Tendent's)

### Album dal vivo
- 2015 - Festa, il concerto (Zeus Record)

## Filmografia
- La parrucchiera, regia di Stefano Incerti (2017)
- La paranza dei bambini, regia di Claudio Giovannesi (2019)[non chiaro]